# Wilfried Geißler
Wilfried Geißler (* 8. März 1935 in Oederan; † 28. Mai 1998 in Sommerfeld) war ein deutscher Journalist in der Deutschen Demokratischen Republik (DDR). Er war von 1985 bis 1990 Chefredakteur der vom Kulturbund der DDR herausgegebenen Wochenzeitung Sonntag.

## Leben
Geißler, Sohn einer Schneiderin und eines Schriftsetzers, studierte von 1954 bis 1958 am Institut für Publizistik und Zeitungswissenschaften der Universität Leipzig und wurde Diplom-Journalist. 1956 trat er in die Sozialistische Einheitspartei Deutschlands (SED) ein.
Bis 1960 war Geißler als Redakteur einer Dorfzeitung in Thurkow in Mecklenburg tätig und war somit politischer Mitarbeiter der SED-Kreisleitung Teterow. 1960 bis 1964 war er Lokalredakteur der Zeitung Freie Erde, die das Bezirksorgan der SED im Bezirk Neubrandenburg war. 1964 stieg er zum stellvertretenden und 1968 zum Leiter der Abteilung Kulturpolitik des Blattes auf. 1968 bis 1971 war er Mitglied der Redakteurskollektiv genannten Chefredaktion.
Von 1971 bis 1975 war Geißler Aspirant an der Akademie für Gesellschaftswissenschaften beim ZK der SED und wurde zum Dr. phil. promoviert.
Im September 1977 wechselte Geißler als Abteilungsleiter zur kulturpolitischen Wochenzeitung Sonntag, die vom Kulturbund der DDR mit einer Auflage von 200.000 Exemplaren herausgegeben wurde. 1980 wurde er stellvertretender und im November 1985, als Nachfolger von Hans Jacobus, Chefredakteur der Zeitung. In dieser Funktion war er auch Mitglied des Präsidialrates des Kulturbunds der DDR. Nach dem Ende der DDR verlor er 1990 diese Funktionen.

## Ehrungen
- 1985 Vaterländischer Verdienstorden (DDR)